# Число звіра (роман)
Число звіра (англ. The Number of the Beast) — фантастичний роман Роберта Гайнлайна, частково його друкував журнал Omni (жовтень — листопад 1979 року). Окремим виданням вийшов в 1980 році.
Деякими критиками позначається як перший роман підциклу «Світ як міф».

## Сюжет
Роман має лінійний сюжет, але він подається у формі спогадів і щоденника чотирьох головних персонажів: Зебадіі Джона Картера, Деї Торіс «Д.Т.» Картер Берроуз, її батька — математика Джейкоба Берроуза і світської левиці Хільди Корнерс. Імена персонажів — пряме відсилання до світу Барсума Едгара Райса Берроуза. Сюжет також містить велику кількість відсилань до світів американської Pulp-літератури початку XX століття.
Талановитий вчений Джейкоб Берроуз винайшов пристрій, що дозволяє переміщатися по паралельних реальностях. Через напад таємничих істот, ватажок яких — професор А. Синус («Азінус») — головний науковий опонент Берроуза, всій четвірці доводиться втікати на літаючому автомобілі Зебадіі Картера, оснащеному штучним інтелектом «Ая-пустунка» (англ. Gay Deceiver). Цей транспортний засіб може короткочасно виходити у відкритий космос і має багато інших корисних функцій. Оснащений континумо-ходом Берроуза, автомобіль «Ая-пустунка» дозволяє чотирьом героям почати втечу від чудовиськ, що їх переслідують у цілій серії паралельних світів.
Відповідно до теорії Д. Берроуза (n-мірної неевклідової геометрії), всесвіт має шість вимірів: три просторові виміри, відомі реальному світу, і три виміри часу: t - часовий вимір реального світу, τ (тау) та т (тет). Пристрій професора може рухатися по всіх шести осях. Кількість паралельних світів досягає {\displaystyle (6^{6})^{6}}, тобто 1,0314424798491×1028.
Компанія відвідує багато світів, в тому числі вигаданий всесвіт країну Оз, де «Ая-пустунка» стає розумною істотою. Спроба досягти Барсума привела до того, що вони опинились на придатному до життя Марсі, розділеному між Британською та Російською імперіями, причому обидві імперії засилають на планету своїх каторжан. В останній частині головні герої стають гостями Лазаруса Лонга, допомагають йому перенести його матір із 19 століття в сучасний для того час, і зрештою приєднуються до складу його сімейства.
У фіналі роману Хільда Корнерс-Берроуз-Лонг організовує з'їзд представників Міжвселенської спільноти есхатологічного колективного пантеїстичного соліпсизму, де присутні головні герої всіх написаних на той час романів Гайнлайна, а також і інших шанованих ним письменників. Присутні делегати від Барсума і навіть від Атлантиди тридцяти різних реальностей. Серед почесних гостей названі також Айзек Азімов, Редьярд Кіплінг, Шарль Де Костер, Карл Саган та багато інших.

## Стилістика
Критики відзначали, що роман з одного боку пародіює стиль pulp-літератури, але з іншого боку Гайнлайн цілеспрямовано використовує сюжетні напрацювання і штампи цього виду фантастики. Роман починається фразою Діті:
«Він — Божевільний вчений, а я — його Красуня дочка».
Імена всіх лиходіїв — анаграми або переробки літературних псевдонімів Роберта і Вірджинії Гайнлайн. Подружжя Гайнлайн також «присутні» на з'їзді спільноти пантеїстичного соліпсизму.
Як і у наступних своїх роботах, Гайнлін звертається до ідеї соліпсизму. В цій книзі автор формулює ідею, яку він назвав «Світ як міф» — ідею про те, що всесвіти створюються актом уявлення про них, тому всі вигадані світи насправді реальні, і всі реальні світи є вигадкою в творчості жителів вигаданих світів, тому Гайнлайн використовує символіку Уробороса в пізніх творах, як «Кіт, що проходив крізь стіни». Це також працює в ідеології «Ти єси Бог» (англ. Thou Art God) з попереднього твору Гайнлайна «Чужинець на чужині».